# NGC 2991
NGC 2991 est une vaste galaxie lenticulaire située dans la constellation du Lion. NGC 2991 a été découverte par l'astronome britannique John Herschel en 1827.

## Caractéristiques
Sa vitesse par rapport au fond diffus cosmologique est de 7 756 ± 36 km/s, ce qui correspond à une distance de Hubble de 114,4 ± 8,0 Mpc (∼373 millions d'al).
À ce jour, une mesure non basée sur le décalage vers le rouge (redshift) donne une distance d'environ 122,000 Mpc (∼398 millions d'al). Cette valeur est à l'extérieur des valeurs de la distance de Hubble, mais compatible avec celles-ci. Notons cependant que c'est avec la valeur moyenne des mesures indépendantes, lorsqu'elles existent, que la base de données NASA/IPAC calcule le diamètre d'une galaxie et qu'en conséquence le diamètre de NGC 2991 pourrait être d'environ 47,0 kpc (∼153 000 al) si on utilisait la distance de Hubble pour le calculer.

## Paire de galaxies en interaction
Les distances de NGC 2988 et de NGC 2991 sont semblables, 106 Mpc et 104 Mpc. Elles sont donc suffisamment rapprochées pour constituer une paire physique de galaxies. D'ailleurs, la légère déformation de NGC 2988 au nord-est suggère qu'elles se sont suffisamment rapprochées à un certain moment pour interagir gravitationnellement.